# Женени с деца в България
За американски комедиен сериал от 1987 г. вижте Женени с деца.
„Женени с деца в България“ е български сериал, римейк на американския „Женени с деца“. Премиерата му е на 26 март 2012 г. по Нова телевизия и се излъчва всеки понеделник от 21:00 по два епизода. Изпълнителен продуцент на сериала е OldSchool Productions.

## Eпизоди
| Сезон | Сезон | Време на излъчване | ТВ Сезон      | Епизоди | Премиера     | Финал       | Времетраене                  |
| ----- | ----- | ------------------ | ------------- | ------- | ------------ | ----------- | ---------------------------- |
|       | 1     | Понеделник, 21:00  | 2012 (пролет) | 16      | 26 март 2012 | 14 май 2012 | 25 минути (двойно излъчване) |

## Актьорски състав и герои

### Семейство Бикови
- Георги Борисов – Жоро Биков; съпруг на Цвети, баща на Сиси и Боби, продавач на дамски обувки, съсед на сем. Николови
- Стефания Колева – Цвети Бикова; съпруга на Жоро, майка на Сиси и Боби, безработна, съседка на сем. Николови
- Павел Ковачев – Боби Биков; син на Жоро и Цвети, брат на Сиси, ученик, съсед на сем. Николови
- София Маринкова – Сиси Бикова; дъщеря на Жоро и Цвети, сестра на Боби, ученичка, съседка на сем. Николови

### Семейство Николови
- Любомир Ковачев – Мишо Николов; младоженец на Дора, служител в банковия клон, ръководен от Дора, съсед на сем. Бикови
- Александра Сърчаджиева – Дора Николова; младоженка на Мишо, директор на банков клон, съседка на сем. Бикови